# Greeicy Rendón

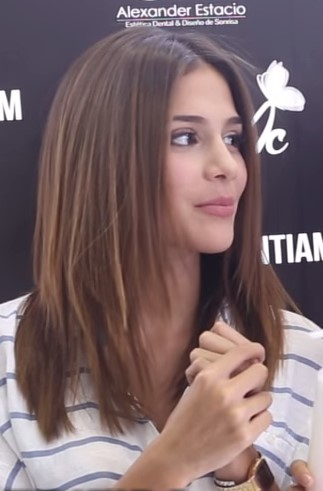
Greeicy Rendón (2015)

Greeicy Yeliana Rendón Ceballos (* 30. Oktober 1992 in Cali), bekannt als Greeicy, ist eine kolumbianische Schauspielerin und Sängerin.

## Biografie
Bis zu ihrem 5. Lebensjahr lebte Greeicy Rendón mit ihren Eltern Luis Alberto Rendón und Lucy Ceballos in Cali, bis sie anschließend nach Bogota zogen. Schon in ihrer Kindheit interessierte sie sich für Schauspiel und Musik und nahm Unterricht in Schauspiel, Klavier, Flöte, Gitarre und Gesang. 
Im Alter von 15 Jahren erhielt sie zum ersten Mal nationale Aufmerksamkeit, indem sie an der Talentshow Factor Xs teilnahm, was in etwa dem amerikanischen American Idol entspricht. Zwei Jahre später erhielt sie dann auch schon ihre erste Rolle als Schauspielerin in der Telenovela Chica Vampiro. Im Jahr 2017 veröffentlichte sie als Sängerin ihre erste Single mit dem Titel Brindemos, gefolgt von dem Lied Error. Ihren großen Durchbruch hatte sie aber erst mit dem Lied Amantes, welches sie zusammen mit dem Sänger Mike Bahía aufgenommen hatte. Ihren ersten großen Hit landete sie im Jahr 2018 mit der Single Más Fuerte.

## Diskografie
Singles
- 2017: Brindemos
- 2017: Error
- 2017: Despierta
- 2017: Amantes
- 2018: Más fuerte (US: Platin (Latin))
- 2018: Ya para qué
- 2018: Jacuzzi (US: Gold (Latin))
- 2018: Perdón (mit David Bisbal, US: Gold (Latin))
- 2018: Esta noche (mit Mike Bahía, ES: Gold, US: Platin (Latin))
- 2019: Ganas
- 2019: Destino (mit Nacho, US: Platin (Latin))
- 2019: A mi no
- 2020: Los besos (US: Platin (Latin))
- 2021: Lejos conmigo (mit Alejandro Sanz, ES: Gold)
- 2021: 2005 (mit Fonseca & Cali y El Dandee)
- 2024: Las burbujas del jacuzzi (India Martínez feat. Greeicy & Lele Pons, ES: Gold)

## Auszeichnungen für Musikverkäufe
| Goldene Schallplatte - Mexiko - 2023: für die Single 2005 | 2× Platin-Schallplatte - Brasilien - 2024: für die Single Jacuzzi |

Anmerkung: Auszeichnungen in Ländern aus den Charttabellen bzw. Chartboxen sind in ebendiesen zu finden.
| Land/RegionAuszeichnungen für Musikverkäufe (Land/Region, Auszeichnungen, Verkäufe, Quellen) | Gold     | Platin     | Verkäufe | Quellen             |
| -------------------------------------------------------------------------------------------- | -------- | ---------- | -------- | ------------------- |
| Brasilien (PMB)                                                                              | —        | 2× Platin2 | 80.000   | pro-musicabr.org.br |
| Mexiko (AMPROFON)                                                                            | Gold1    | —          | 70.000   | amprofon.com.mx     |
| Spanien (Promusicae)                                                                         | 3× Gold3 | 2× Platin2 | 210.000  | elportaldemusica.es |
| Vereinigte Staaten (RIAA)                                                                    | 2× Gold2 | 4× Platin4 | 300.000  | riaa.com            |
| Insgesamt                                                                                    | 6× Gold6 | 8× Platin8 |          |                     |